# Gamnangtar
Gamnangtar (nepalski: गाम्नाङ्गटार) – gaun wikas samiti we wschodniej części Nepalu w strefie Sagarmatha w dystrykcie Okhaldhunga. Według nepalskiego spisu powszechnego z 2001 roku liczył on 573 gospodarstw domowych i 3476 mieszkańców (1701 kobiet i 1775 mężczyzn).